# 我心深处 (电影)
《我心深处》（英語：Interiors）是由伍迪·艾伦编剧和执导的一部剧情片，于1978年在美国上映。主要演员包括杰拉丹·佩姬、黛安·基顿、克里斯汀·格里菲斯、玛丽·贝丝·赫特、理查德·乔丹、E·G·马歇尔、玛伦·斯塔普莱顿和萨姆·沃特森。
其中，杰拉丹·佩姬获得了英国电影学院奖最佳女配角奖，并被提名为奥斯卡最佳女主角。这部电影还获得了另外四项奥斯卡提名，其中两项是提名伍迪·艾伦的最佳原创剧本奖和最佳导演奖，一项是提名玛伦·斯塔普莱顿的最佳女配角奖，另一项是提名梅尔·伯恩和丹尼尔·罗伯特的最佳艺术指导奖。这部电影也是伍迪·艾伦创作的剧情类影片中第一部成熟的作品。

## 剧情
故事发生在美国纽约长岛地区。从事律师工作的Arthur（E·G·马歇尔 饰）与身为室内设计师的妻子Eve（杰拉丹·佩姬 饰）育有三个女儿。长女Renata（黛安·基顿 饰）是一名诗人，小有名气的她却因自己的成功给身为作家、事业坎坷的丈夫Frederick（理查德·乔丹 饰）带来不小的压力，也使得他们的婚姻不美满。二女儿Joey（玛丽·贝丝·赫特 饰）嫁给了一名电影导演，心怀文学梦想的她不甘心做全职太太，但现实却事与愿违，同时，她对母亲偏爱Renata也心怀不满。小女儿Flyn（克里斯汀·格里菲斯 饰）是一名野心勃勃的演员，正在与一个名叫Mike（萨姆·沃特森 饰）的男子交往。平时，她将大量时间用于拍摄电影，却都是一些质量低下的作品，这使她饱受诟病，对自己的事业充满焦虑。
一天，三姐妹被父母意外召回家中。原来，他们的父亲要宣布与母亲分居，开始独自生活。这一举动引起了三姐妹对父亲的责难，也勾起了每个人心中复杂的心事。

## 人物
- 杰拉丹·佩姬 — Eve
- 黛安·基顿 — Renata
- 玛丽·贝丝·赫特（英语：Mary Beth Hurt） — Joey
- 克里斯汀·格里菲斯（英语：Kristin Griffith） — Flyn
- 理查德·乔丹（英语：Richard Jordan） — Frederick
- E·G·马歇尔（英语：E. G. Marshall） — Arthur
- 玛伦·斯塔普莱顿 — Pearl
- 萨姆·沃特森 — Mike

## 评价

### 来自主流媒体的评论
《纽约时报》的文森特·坎比称《我心深处》是一部“优美”的电影，并赞扬戈登·威利斯“使用冷色调，表现出了人类文明对自然力量的一种不稳定的掌控”，但同时他指出：“我对《我心深处》的疑问在于，尽管我很欣赏影片中的表演与一些展现孤立的时刻，但我还是不明白这部电影到底是什么。这几乎就像艾伦先生制作了一部别人的电影一样，就是说，他是用伯格曼的方式拍摄了一部电影，却丝毫没有对素材或人物直觉的把握。这使得角色看起来像是来自他处，只能通过他人的艺术来理解。”
《时代杂志》的理查德·希克尔则写道，这部电影中“绝望的清醒夺走了人们的力量与激情”；“艾伦的风格是伯格曼式的，但他所用的素材却是曼凯维奇式的，这种不连贯性是致命的。无疑，这是艾伦不可或缺的一部电影，但对于那些对他有所期待的人来说，这部电影拍得既没必要，也略显尴尬。”
另一方面，罗杰·伊伯特给这部电影四星级的好评，并高度赞扬它，说：“如你所见，这是伍迪·艾伦的电影，我们为什么还在谈论奥尼尔、伯格曼、这些传统价值与他们的影响？对，没错。艾伦的喜剧对近些年的电影来说是快乐的养料之一，这在他的第一部剧情片中得到了极佳的印证。”
2016年，《每日电讯报》的评论家罗比·科林（Robbie Collin）和蒂姆·罗比（Tim Robey）將《我心深处》評為伍迪·艾伦47部電影作品中的第11名。他们写道，影片展现了“情绪的扩张与积累，令人难以摆脱”，并赞扬了玛伦·斯塔普莱顿在影片中的表现。

### 伍迪·艾伦的回应
伍迪·艾伦对影片评价的担忧在Eric Lax所著的艾伦的自传中有所记述，在书中，他引用的电影剪辑Ralph Rosenblum的话：“他（艾伦）成功拯救了《我心深处》，很大程度上是靠他的声誉。他靠着墙，我看出他是害怕了。他显得性急，而且有点暴躁。他很恐惧，觉得这对他来说是真正具有破坏力的事。但他设法自己努力解决。评论出来的那天，他对我说，『我们千钧一发才挽救了这件事，不是吗？』”
后来，据说在与熟人观看电影的过程中，伍迪·艾伦说：“这一直令我恐惧，我以为我写的是《长日入夜行》，结果变成了《夜的边缘》。”

## 奖项
| 年份 | 奖项                 | 分类                 | 获奖者/入围者           | 结果 |
| ---- | -------------------- | -------------------- | ----------------------- | ---- |
| 1979 | 奥斯卡金像奖         | 最佳女主角           | 杰拉丹·佩姬             | 提名 |
| 1979 | 奥斯卡金像奖         | 最佳女配角           | 玛伦·斯塔普莱顿         | 提名 |
| 1979 | 奥斯卡金像奖         | 最佳导演             | 伍迪·艾伦               | 提名 |
| 1979 | 奥斯卡金像奖         | 最佳原创剧本         | 伍迪·艾伦               | 提名 |
| 1979 | 奥斯卡金像奖         | 最佳艺术指导         | 梅尔·伯恩 丹尼尔·罗伯特 | 提名 |
| 1979 | 英国电影学院奖       | 最佳女配角           | 杰拉丹·佩姬             | 獲獎 |
| 1979 | 英国电影学院奖       | 最佳新人             | 玛丽·贝丝·赫特          | 提名 |
| 1979 | 金球奖               | 最佳导演             | 伍迪·艾伦               | 提名 |
| 1979 | 金球奖               | 最佳戏剧类电影女主角 | 杰拉丹·佩姬             | 提名 |
| 1979 | 金球奖               | 最佳电影女配角       | 玛伦·斯塔普莱顿         | 提名 |
| 1979 | 金球奖               | 最佳剧本             | 伍迪·艾伦               | 提名 |
| 1978 | 洛杉矶影评人协会奖   | 最佳女配角           | 玛伦·斯塔普莱顿         | 獲獎 |
| 1978 | 洛杉矶影评人协会奖   | 最佳女配角           | 杰拉丹·佩姬             | 提名 |
| 1978 | 洛杉矶影评人协会奖   | 最佳导演             | 伍迪·艾伦               | 提名 |
| 1978 | 洛杉矶影评人协会奖   | 最佳剧本             | 伍迪·艾伦               | 提名 |
| 1978 | 国家评论协会奖       | 最佳影片             |                         | 提名 |
| 1978 | 美国国家影评人协会奖 | 最佳女配角           | 玛伦·斯塔普莱顿         | 提名 |
| 1978 | 美国国家影评人协会奖 | 最佳剧本             | 伍迪·艾伦               | 提名 |
| 1978 | 纽约影评人协会奖     | 最佳女配角           | 玛伦·斯塔普莱顿         | 獲獎 |